# موتورشیپ کلاس ولگا
موتورشیپ کلاس ولگا (به انگلیسی: Volga-class motorship) یک کلاس از کشتی است که طول آن ۱۰۵٫۹ متر (۳۴۷ فوت) می‌باشد.
این کشتی در کشور روسیه ساخته شده است